# Portret papeža Inocenca X.
Portret papeža Inocenca X. je portret v olju na platnu španskega slikarja Diega Velázqueza, ki je nastal med potovanjem po Italiji okoli leta 1650. Mnogi umetniki in umetnostni kritiki menijo, da je to najboljši portret, kar jih je bilo ustvarjeno. Hrani se v Galleria Doria Pamphilj v Rimu. Manjšo različico hrani Metropolitanski muzej umetnosti v New Yorku, študija pa je na ogled v Apsley House v Londonu. Slika je znana po svojem realizmu kot neomajen portret zelo inteligentnega, premetenega in starajočega se človeka. Oblečen je v platnena oblačila, kakovost dela pa je očitna v bogatih rdečih barvah njegovih zgornjih oblačil, pokrivala in visečih zaves.
Papež, rojen kot Giovanni Battista Pamphilj, je bil sprva previden, da bi poziral Velázquezu, vendar je popustil, ko so mu pokazali reprodukcije umetnikovih portretov. K temu velikemu napredku v slikarjevi karieri je prispevalo dejstvo, da je že upodobil številne člane Pamfiljevega notranjega dvora. Papež pa je ostal previden in slika je bila sprva prikazana le njegovi ožji družini, v 17. in 18. stoletju pa se je v veliki meri izgubila iz javnosti.

## Zgodovina
Portret je bil naslikan med Velázquezovim drugim potovanjem v Italijo, med letoma 1649 in 1651. Subjektova oblačila so iz svetlega platna, kar nakazuje, da je bila slika verjetno naslikana poleti, najverjetneje leta 1650. Velázquez se je podpisal na papirju v papeževih rokah, vendar datum ni berljiv. Obstajata dve različici zgodbe o tem, kako je Velázquez naslikal portret. Po eni od teh je Velázquez, ki je bil že priznani slikar, med obiskom Rima dobil avdienco pri papežu Inocencu X. Ponudil se je, da bi naslikal papežev portret, vendar Inocenc X. ni zaupal Velázquezovi slavi in je prosil za dokaz o Veláquezovih sposobnostih. Takrat bi Velázquez naslikal portret svojega služabnika Juana de Pareje (danes je na ogled v Metropolitanskem muzeju v New Yorku). Ko je Inocenc videl ta portret, se je strinjal, da bo sedel za umetnika.
Očitno je papež, ko je videl dokončan portret, vzkliknil: È troppo vero! È troppo vero! (»To je preveč res! Preveč je res!«), čeprav ni zanikal izredne kakovosti portreta. Strokovnjaki dvomijo o resničnosti te zgodbe in trdijo, da je papež dovolil Velázquezu, da ga naslika, ker je že z velikim uspehom slikal druge ljudi z notranjega papeškega dvora, vključno s papeževim brivcem.
Portret je zasebno razstavila Inocenčeva družina Pamphilj, ki ga je postavila v galerijo Doria Pamphilj, kjer je še danes. Večji del 17. in 18. stoletja je bilo razmeroma neznano delo, poznano le redkim poznavalcem, ki so ga imeli za enega najboljših portretov vseh časov. Francoski zgodovinar Hippolyte Taine je portret označil za »mojstrovino med vsemi portreti« in dejal, da »ko ga enkrat vidimo, ga ni mogoče pozabiti«.
Trgovec z umetninami René Gimpel je leta 1923 v svojem dnevniku zapisal: »Morgan bi zanjo ponudil milijon dolarjev. Velázquez se je soočil z rdečim Italijanom in umetnik, navajen blede polti svoje dežele, je svoj čopič brez oklevanja namočil v rdečo barvo, barve vina in je bonvivana uničujoče oživel... Ta obraz je vrtinec mesa, krvi in življenja; oči iščejo.«

## Vpliv
Umetnik 20. stoletja Francis Bacon je naslikal vrsto popačenih variant, pogosto znanih kot kričeči papeži, ki skupaj obsegajo več kot petinštirideset znanih variant, izvedenih v 1950-ih in zgodnjih 1960-ih. Gilles Deleuze je sliko opisal kot primer kreativne reinterpretacije klasike. Bacon se je izogibal ogledu izvirnika, vendar je slika ostala nanj največji vpliv; njegovo prisotnost je mogoče opaziti v mnogih njegovih najboljših delih od poznih 1940-ih do zgodnjih 1960-ih. V Baconovi različici Študije iz leta 1953 po Velázquezovem Portretu papeža Inocenca X. je papež prikazan kričeč, vendar je njegov glas 'utišan' z zavesami in temnimi bogatimi barvami, ki naj bi ustvarile grotesken in nočno morski ton. Nagubane zavese v ozadju so prosojne in se zdi, kot da padejo skozi predstavitev papeževega obraza.
Obrnjena oblika portreta je prikazana na naslovnici albuma Prequelle okultne rock skupine Ghost iz leta 2018.